# Princess Jully
Princess Jully (tên thật Lilian Auma Aoka) là một nhạc sĩ benga đến từ Kenya.

## Thơ ấu
Lilian Auma Aoka được sinh ra ở làng Makalda ở phía nam Nyanza phía tây nam của Kenya. Cha bà mất khi bà mới một tuần tuổi, bỏ lại mẹ bà, một nông dân quy mô nhỏ, làm người chăm sóc gia đình. Lilian là con út trong số 9 người con (chỉ có sáu người còn sống). Bà của bà, Benta Nyar Kanyamkago Nyagolima, là nữ thủ lĩnh đầu tiên ở tỉnh Nyanza và là một ca sĩ, nhạc sĩ đáng kính.
Lilian học tại trường thông qua lớp một, năm đầu tiên của trường trung học ở Kenya. Là một phụ nữ sống trong xã hội ngôi làng của mình, Jully đã nói:
"Sau đó, một điều không may đã xảy ra mẹ tôi không thể trả tiền học phí của tôi. Vấn đề tồi tệ hơn khi hầu hết mọi người trong cộng đồng của tôi đều có quan niệm rằng giáo dục một cô gái giống như tưới nước cho cây của người khác, vì vậy các cậu con trai được ưu tiên giáo dục hàng đầu. Tôi đã may mắn được lên lớp một tại trường trung học nữ sinh Bikira vì nhiều cô gái trong làng tôi không có cơ hội như vậy, nhưng sâu thẳm tôi vẫn nhục chí."
Lilian mang thai ngoài giá thú từ nhỏ, và bị người cha của đứa bé chối bỏ. Bà ngay sau đó đã gặp chồng mình, ca sĩ Julius Okumu, (nghệ danh Prince Jully), người chấp nhận cái thai của bà. Sau khi sinh con trai của mình, bà đã bắt đầu đồng hành cùng ban nhạc của Jully với vai trò là một ca sĩ dự phòng.

## Sự nghiệp
Bà đã bắt đầu với vai trò là một giọng ca dự phòng cho Jolly Boys Band của chồng bà Prince Jully (Julius Okumu). Ban đầu bà ấy đã sử dụng nghệ danh "Mbilia Bel" "vì tôi nghĩ ngoại hình của tôi giống với ca sĩ Zairean." Prince Jully mất năm 1997 và sau đó Princess Jully nắm quyền lãnh đạo ban nhạc. Jolly Boys đã là một ban nhạc nổi tiếng ở Kenya khi Price Jully dẫn dắt nó, nhưng dưới thời Princess Jully, nhóm thậm chí còn thành công hơn, đặc biệt là sau khi phát hành hit "Dunia Mbaya".
Bà phát hành bài hát mới thường xuyên. Album thứ 19 của bà "Aneno Lek" được phát hành vào tháng 3 năm 2007. Album được sản xuất tại Ketebul Productions bởi Tabu Osusa. Album tiếp theo của bà Wangni Wabiro được phát hành vào tháng 8 năm 2007. Bài hát chủ đề của album được dành riêng cho Phong trào dân chủ Organge trước cuộc Tổng tuyển cử Kenya năm 2007. Album được sản xuất bởi Tedd Josiah của Blu Zebra Studios. Bà cũng đã thành lập nhà sản xuất của riêng mình,  Jully Productions , để quảng bá cho các nghệ sĩ mới nổi. Bà đã đi lưu diễn ở nhiều quốc gia khác nhau, bao gồm cả Thụy Sĩ. Vào năm 2010, cô đã phát hành một album khác Joluo Migingo to Dhi, tiêu đề của nó đề cập đến Đảo Migingo.
Princess Jully là một phần của siêu nhóm Divas of The Nile, có bốn nhạc sĩ nữ Kenya. Những người khác là Suzzana Owiyo, Achieng Abura và Mercy Myra. Nhóm đã biểu diễn tại Festival Mundial ở Tilburg, Hà Lan vào năm 2007.

## Giải thưởng
Chiến thắng:
- 2003 Kisima Music Awards - Benga Artiste of the Year [8]